# Kinder- und Jugendring Sachsen-Anhalt
Der Kinder- und Jugendring Sachsen-Anhalt e. V. (Abkürzung: KJR LSA) ist der Zusammenschluss von derzeit 26 landesweit aktiven Kinder- und Jugendverbänden, 3 Dachverbänden sowie der Arbeitsgemeinschaft der Kinder- und Jugendringe der Landkreise und kreisfreien Städte in Sachsen-Anhalt. Er greift Themen mit landespolitischem Interesse und Themen mit Interesse für die Kinder- und Jugendarbeit auf.
Die Hauptaufgabe des Vereins ist die Interessenvertretung von und mit Kindern und Jugendlichen sowie seiner Mitgliedsverbände.

## Bedeutung
- Vernetzung der Kinder- und Jugendarbeit in Sachsen-Anhalt
- Öffentlichkeitsarbeit für Kinder und Jugendliche sowie die Kinder- und Jugendarbeit
- Erstellung von Positionspapieren zu kinder- und jugendrelevanten Fragestellungen z. B. Gesetzesänderungen
- Beratung von ehrenamtlichen und hauptamtlich Aktiven in der Kinder- und Jugendarbeit
- Erstellung von Publikationen zu kinder- und jugendrelevanten Themen
- Erstellung von Arbeitshilfen für die Kinder- und Jugendarbeit
- Veranstaltung von Fach- und Praxistagen
- Unterstützung der Jugendleitercard (Juleica)
- Mitarbeit in landes- und bundespolitischen Gremien, z. B. Deutscher Bundesjugendring, Landesjugendhilfeausschuss
- Stark machen für eine ausreichende Finanzierung der Kinder- und Jugendarbeit

## Mitglieder
- Adventjugend in Sachsen-Anhalt
- Bildungsvereinigung Arbeit und Leben Sachsen-Anhalt e.V.
- Bund der Deutschen Katholischen Jugend  Diözesanverband Magdeburg
- Bund Evangelischer Jugend in Mitteldeutschland
- deutsche beamtenbund jugend sachsen-anhalt
- Deutsche Gewerkschaftsbund-Jugend Sachsen-Anhalt
- Deutsche Lebens-Rettungs-Gesellschaft Sachsen-Anhalt e. V.
- djo – Deutsche Jugend in Europa Landesverband  Sachsen-Anhalt e. V.
- Evangelische Jugend Anhalts
- fjp>media Verband junger Medienmacher Sachsen-Anhalt
- Gemeindejugendwerk Niedersachsen – Ostwestfalen – Sachsen-Anhalt
- Landesverband Sachsen-Anhalt der Interessenvereinigung Jugendweihe e. V.
- ijgd – Internationale Jugendgemeinschaftsdienste
- Internationaler Bund Sachsen-Anhalt e. V.
- Johanniter-Jugend in der Johanniter-Unfall-Hilfe e. V. – Landesverband Sachsen-Anhalt – Thüringen
- Jugendfeuerwehr Sachsen-Anhalt im Landesfeuerwehrverband Sachsen-Anhalt e. V.
- Jugendnetzwerk Lambda Mitteldeutschland e.V.
- Jugendrotkreuz im DRK Landesverband Sachsen-Anhalt e. V.
- Karnevaljugend im Karneval Landesverband Sachsen-Anhalt e.V.
- Landesjugendwerk der Arbeiterwohlfahrt Sachsen-Anhalt e. V.
- Landesverband Kinder- und Jugenderholungszentren Sachsen-Anhalt e. V. (KiEZ)
- Landjugendverband Sachsen-Anhalt e. V.
- Naturschutzjugend (NAJU) Sachsen-Anhalt im Naturschutzbund (NABU) Deutschland e. V.
- PARITÄTISCHES Jugendwerk Sachsen-Anhalt
- Sozialistische Jugend Deutschland – Die Falken  Landesverband Sachsen-Anhalt
- Sportjugend im LandesSportBund Sachsen-Anhalt e. V.
- THW-Jugend e. V. Berlin, Brandenburg, Sachsen-Anhalt
- Volksbund Deutsche Kriegsgräberfürsorge e. V. Landesverband Sachsen-Anhalt
- Arbeitsgemeinschaft der Kreis- und Stadtjugendringe Sachsen-Anhalt
- Verbandsjugend im Landesanglerverband Sachsen-Anhalt e.V.

## Projektträger
Der KJR LSA ist zudem Träger verschiedener Projekte.
Er unterhält die Landeszentralstelle juleica in der Geschäftsstelle. Bei Fragen und Problemen rund um die Antragsstellung der juleica findet Beratung statt und sie widmet sich darüber hinaus der Aufrechterhaltung und qualitativen Weiterentwicklung ehrenamtlichen Engagements und der juleica-Ausbildung.
Weiterhin steht die Landeszentralstelle juleica Sachsen-Anhalt für Fragen von Interessenten sowie Jugendämtern und Trägern der freien und öffentlichen Jugendhilfe nach § 75 SGB VIII und sorgt für die Abwicklung des Antragsverfahrens.
Das Projekt Wahlort³ organisiert die Kinder- und Jugendwahl U18 in Sachsen-Anhalt.
Das Projekt Jugend Macht Zukunft unterstützt Kinder- und Jugendliche bei der Artikulation und Vertretung ihrer Interessen und Bedürfnisse durch Beratung, Workshops, Mikroprojekte und eine Beteiligungstasche. Außerdem sucht es gemeinsam mit der Landesregierung nach Möglichkeiten zu einer strukturellen Verankerung der Kinder- und Jugendbeteiligung auf Landesebene.
Die Geschäftsstelle befindet sich im Schleinufer 14 in 39104 Magdeburg.